# Złota kolekcja: Pocałunek ognia
Złota kolekcja: Pocałunek ognia – składanka hitów Violetty Villas z 2000 roku wydana w ramach „Złotej kolekcji” radia RMF FM.

## Spis utworów
1. „Szaloną być” – 5:05
2. „Mechaniczna lalka” – 6:09
3. „Zabierz mnie z Barcelony” – 2:46
4. „Granada” – 4:55
5. „Oczy czarne” – 4:02
6. „W Lewinie koło Kudowy” – 4:31
7. „Do ciebie Mamo” – 4:31
8. „Cóż mogę Ci dać” – 4:54
9. „Spójrz prosto w oczy” – 4:46
10. „Przyjdzie na to czas” – 3:55
11. „Dla ciebie miły” – 3:31
12. „Znajdziesz mnie wszędzie” – 2:51
13. „Józek” – 2:32
14. „Zostanę z Tobą” – 2:44
15. „Nie ma miłości bez zazdrości” – 4:58
16. „Tylko tobie” – 5:12
17. „Całuj gorąco” – 4:22
18. „Pocałunek ognia” – 5:01